# Carlo Zen

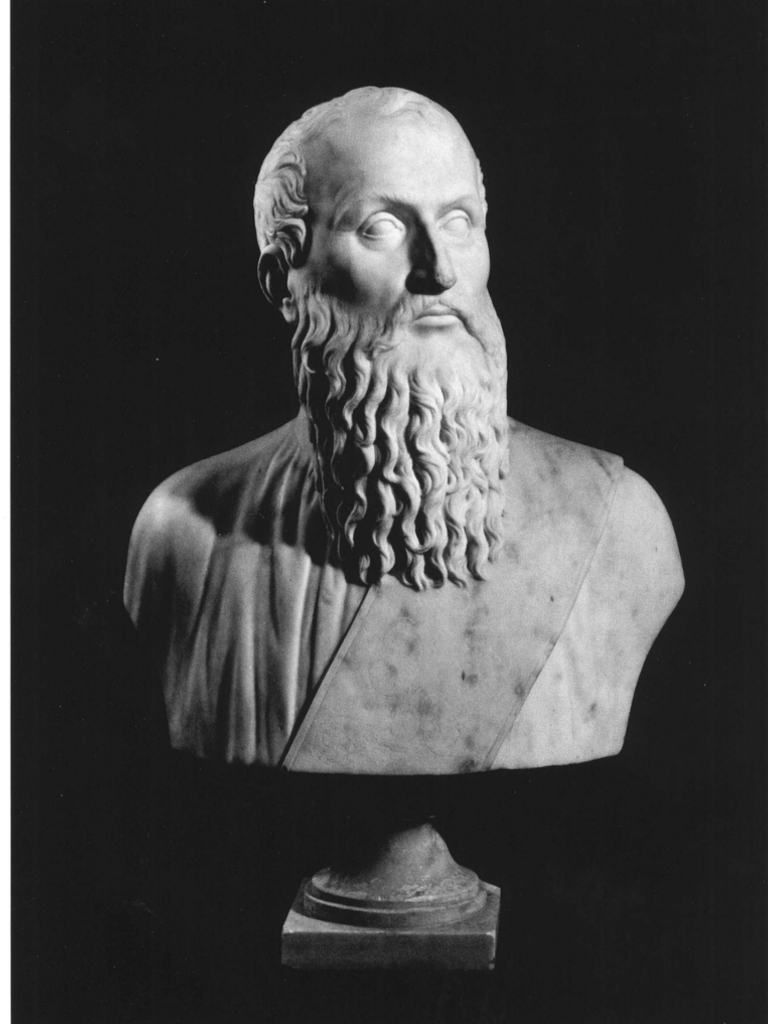
Admiraal Zen

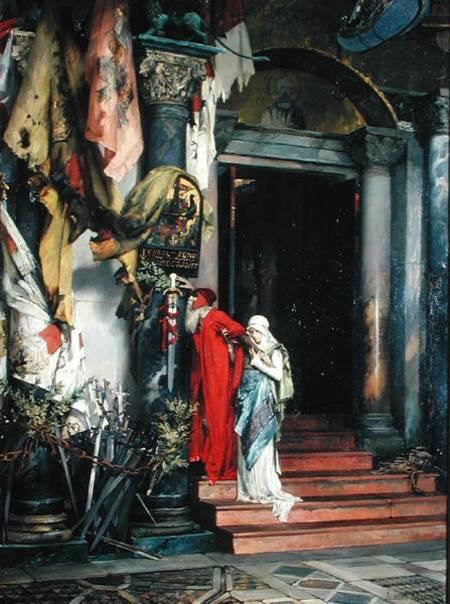
Admiraal Zen op hoge leeftijd (Albert Maignan - 19e eeuw)

Carlo Zen, naam in het Venetiaans, of Zeno in het Italiaans (Venetië, 1334 – aldaar, 8 maart 1418) was een condottiere en admiraal in dienst van de Republiek Venetië. Door zijn overwinning in de Oorlog van Chioggia (1381) verjoeg de republiek Venetië de republiek Genua uit de Adriatische Zee. Dit was een keerpunt in de rivaliteit tussen de twee zeemogendheden.

## Levensloop
Zen’s familie was een familie van condottieri. Zijn vader, Piero Zen, had de bijnaam De Draak. Zen vatte eerst studies aan: zo was hij korte tijd student bij de paus in Avignon en aan de universiteit van Padua. Zijn studies maakte hij niet af. Hij verhuisde naar Constantinopel, hoofdstad van het Byzantijnse Rijk, waar hij handelaar werd. Zo reisde hij vaak tussen Kreta, een Venetiaanse kolonie, en Constantinopel. 
Hij geraakte in contact met keizer Johannes V Paleologus die in talrijke intriges verwikkeld zat. Omwille van burgeroorlog in Byzantium vluchtte Zen samen met de keizer naar het eiland Tenedos. Dit Byzantijns eiland was een twistappel tussen Venetië en Genua. Zen verjoeg er een Genuese vloot met behulp van eigen Venetiaanse galjoenen (1376).
In 1378 brak de vierde (en laatste) Venetiaans-Genuese oorlog uit. Zen werd teruggeroepen om Treviso nabij Venetië te verdedigen tegen de Genuese troepen. Nadat de Venetiaanse vloot verloren had nabij Pola, het huidige Kroatië, trok Zen met zijn soldaten op zee, de Genuese vloot achterna. Hij bestookte hen in de Ligurische Zee en de Egeïsche Zee. Zo lagen zijn schepen in Kreta toen hij het alarmerend bericht kreeg dat de Genuezen opnieuw Venetië bedreigden. Ze bezetten Chioggia, nabij Venetië. Admiraal Pietro Doria uit Genua had de leiding. Zen zeilde naar Chioggia waar hij zich onder het bevel van admiraal Vettor Pisani stelde. De Venetianen blokkeerden de Genuezen door de lagune van Chioggia te blokkeren met gezonken schepen. De Venetianen doodden Doria en namen zijn troepen in de tang. In 1380 gaven de uitgehongerde Genuezen zich over. Admiraal Pisani stierf kort nadien (een natuurlijke dood) zodat Zen hem opvolgde als admiraal. 
Na de Oorlog van Chioggia werd Zen diplomaat; een verkiezing tot doge zat er niet in (1400). Hij werkte op de Venetiaanse ambassade in Parijs en in Londen. 
Admiraal Zen werd opnieuw onder de wapens geroepen en werd opperbevelhebber of capitano generale da mar (1403). Zen bevocht de Franse vloot nabij Genua in de Slag bij Modon; hij versloeg Fransen en Genuezen. Achteraf ging hij aan land om Francesco I Carrara, heer van Padua te bevechten. Zen vloog evenwel de gevangenis in (tot circa 1405) omwille van plunderingen in Carrara’s paleis. Eenmaal vrijgelaten keerde Zen terug naar Kreta waar hij nog vocht tegen de Genuezen.
Naar het einde van zijn leven, hij was circa 80 jaar, verbleef hij constant in Venetië. Tijdens zijn begrafenis wilden de Venetianen hem naakt zien om de littekens te zien. De omstaanders telden 35 littekens.